# Carmustina
La carmustina o BCNU (= bis-cloroetilnitrosourea) è una nitrosourea, derivato della mostarda azotata, utilizzato come agente alchilante nella terapia antineoplastica.
La carmustina causa l'alchilazione del DNA in corrispondenza dell'ossigeno in posizione sei della guanina.
Il suo meccanismo di azione prevede l'inibizione della carbamilazione di aminoacidi in proteine, pertanto il farmaco agisce sulle cellule in ogni stadio del ciclo cellulare.

## Indicazioni
Viene usato nella terapia di numerosi tipi di tumore cerebrale (glioma, glioblastoma multiforme, medulloblastoma, astrocitoma), nel mieloma multiplo e nei linfomi di Hodgkin e non-Hodgkin.
Il BCNU è instabile in soluzione acquosa e nei liquidi corporei. Dopo infusione endovenosa, il farmaco ha un'emivita di 15-90 minuti e penetra rapidamente attraverso la barriera emato-encefalica raggiungendo nel liquor una concentrazione pari al 15-30% dei valori plasmatici corrispondenti.
La somministrazione va effettuata per via endovenosa nell'arco di una-due ore e non va ripetuta di solito prima di 6 settimane, a causa degli effetti tossici tardivi che presenta, soprattutto a livello del midollo osseo.

## Effetti tossici
Gli effetti tossici del BCNU si manifestano a carico del polmone, dell'apparato digerente, del sistema emopoietico e dell'apparato genitale maschile. Meno frequenti sono gli effetti a carico del fegato e del rene.
Può indurre trombocitopenia e leucopenia.

### Tossicità gastrointestinale
Nausea e vomito sono effetti tossici immediati, compaiono entro poche ore dal trattamento e sono suscettibili di prevenzione o di trattamento con i comuni farmaci antiemetici.

### Tossicità polmonare
A carico del polmone possono svilupparsi infiltrati e/o fibrosi polmonare. Questo è un effetto tossico tardivo e si riscontra in genere dopo cinque-sei settimane dal trattamento.

### Tossicità ematologica
La mielosoppressione colpisce principalmente i globuli bianchi e le piastrine, con un calo che raggiunge il livello minimo dopo le quattro-cinque settimane dal trattamento. Meno colpita è la serie rossa.

### Tossicità sull'apparato riproduttivo
Il BCNU provoca azoospermia, spesso non reversibile in caso di trattamenti prolungati a causa dell'effetto cumulativo del farmaco.

### Tossicità epatica
Gli effetti sulla funzione epatica sono in genere reversibili e si manifestano con alterazione dei livelli plasmatici di transaminasi, fosfatasi alcalina e bilirubina.

### Tossicità renale
Il rene può essere colpito con manifestazioni che vanno da un lieve aumento di azotemia, fino all'insufficienza renale, quest'ultima soprattutto in pazienti che hanno ricevuto grandi dosi nel corso di una chemioterapia protratta nel tempo.